# Campeonato Cearense
El Campeonato Cearense es el campeonato de fútbol estadual del estado de Ceará, en el Nordeste de Brasil. El torneo es organizado por la Federação Cearense de Futebol.

## Equipos participantes 2025
| Equipos participantes | Equipos participantes | Equipos participantes | Equipos participantes | Equipos participantes |
| --------------------- | --------------------- | --------------------- | --------------------- | --------------------- |
| Barbalha              | Cariri                | Ceará                 | Ferroviário           | Floresta              |
| Fortaleza             | Horizonte             | Iguatu                | Maracanã              | Tirol                 |

## Campeones[1]
| Temporada | Campeón                                  | Subcampeón                               |
| --------- | ---------------------------------------- | ---------------------------------------- |
| 1915      | Ceará                                    | indefinido                               |
| 1916      | Ceará                                    | indefinido                               |
| 1917      | Ceará                                    | indefinido                               |
| 1918      | Ceará                                    | indefinido                               |
| 1919      | Ceará                                    | indefinido                               |
| 1920      | Fortaleza                                | Guarany de Fortaleza                     |
| 1921      | Fortaleza                                | Guarany de Fortaleza                     |
| 1922      | Ceará                                    | Fortaleza                                |
| 1923      | Fortaleza                                | América de Fortaleza                     |
| 1924      | Fortaleza                                | Ceará                                    |
| 1925      | Ceará                                    | Fortaleza                                |
| 1926      | Fortaleza                                | Guarany de Fortaleza                     |
| 1927      | Fortaleza                                | Fluminense de Fortaleza                  |
| 1928      | Fortaleza                                | Maguari                                  |
| 1929      | Maguari                                  | Fortaleza                                |
| 1930      | Orion                                    | Maguari                                  |
| 1931      | Ceará                                    | Orion                                    |
| 1932      | Ceará                                    | Maguari                                  |
| 1933      | Fortaleza                                | Ceará                                    |
| 1934      | Fortaleza                                | América de Fortaleza                     |
| 1935      | América de Fortaleza                     | Maguari                                  |
| 1936      | Maguari                                  | Fortaleza                                |
| 1937      | Fortaleza                                | Maguari                                  |
| 1938      | Fortaleza                                | Maguari                                  |
| 1939      | Ceará                                    | Estrela do Mar                           |
| 1940      | Tramways de Fortaleza                    | Ferroviário                              |
| 1941      | Ceará                                    | Fortaleza                                |
| 1942      | Ceará                                    | Ferroviário                              |
| 1943      | Maguari                                  | Ceará                                    |
| 1944      | Maguari                                  | Fortaleza                                |
| 1945      | Ferroviário                              | Maguari                                  |
| 1946      | Fortaleza                                | Ferroviário                              |
| 1947      | Fortaleza                                | Ferroviário                              |
| 1948      | Ceará                                    | América de Fortaleza                     |
| 1949      | Fortaleza                                | Ferroviário                              |
| 1950      | Ferroviário                              | Fortaleza                                |
| 1951      | Ceará                                    | Ferroviário                              |
| 1952      | Ferroviário                              | Ceará                                    |
| 1953      | Fortaleza                                | Ferroviário                              |
| 1954      | Fortaleza                                | América de Fortaleza                     |
| 1955      | Calouros do Ar                           | Ferroviário                              |
| 1956      | Gentilândia                              | Usina Ceará                              |
| 1957      | Ceará                                    | Usina Ceará                              |
| 1958      | Ceará                                    | Fortaleza                                |
| 1959      | Fortaleza                                | Ceará                                    |
| 1960      | Fortaleza                                | Ferroviário                              |
| 1961      | Ceará                                    | Usina Ceará                              |
| 1962      | Ceará                                    | Usina Ceará                              |
| 1963      | Ceará                                    | Ferroviário                              |
| 1964      | Fortaleza                                | Ceará                                    |
| 1965      | Fortaleza                                | Ceará                                    |
| 1966      | América de Fortaleza                     | Ceará                                    |
| 1967      | Fortaleza                                | Ferroviário                              |
| 1968      | Ferroviário                              | Fortaleza                                |
| 1969      | Fortaleza                                | Ceará                                    |
| 1970      | Ferroviário                              | Ceará                                    |
| 1971      | Ceará                                    | Fortaleza                                |
| 1972      | Ceará                                    | Fortaleza                                |
| 1973      | Fortaleza                                | Ceará                                    |
| 1974      | Fortaleza                                | Ceará                                    |
| 1975      | Ceará                                    | Fortaleza                                |
| 1976      | Ceará                                    | Fortaleza                                |
| 1977      | Ceará                                    | Fortaleza                                |
| 1978      | Ceará                                    | Fortaleza                                |
| 1979      | Ferroviário                              | Fortaleza                                |
| 1980      | Ceará                                    | Ferroviário                              |
| 1981      | Ceará                                    | Ferroviário                              |
| 1982      | Fortaleza                                | Ferroviário                              |
| 1983      | Fortaleza                                | Ferroviário                              |
| 1984      | Ceará                                    | Fortaleza                                |
| 1985      | Fortaleza                                | Ceará                                    |
| 1986      | Ceará                                    | Fortaleza                                |
| 1987      | Fortaleza                                | Ceará                                    |
| 1988      | Ferroviário                              | Fortaleza                                |
| 1989      | Ceará                                    | Ferroviário                              |
| 1990      | Ceará                                    | Fortaleza                                |
| 1991      | Fortaleza                                | Ceará                                    |
| 1992      | Ceará, Fortaleza, Icasa EC* y Tiradentes | Ceará, Fortaleza, Icasa EC* y Tiradentes |
| 1993      | Ceará                                    | Icasa EC                                 |
| 1994      | Ferroviário                              | Ceará                                    |
| 1995      | Ferroviário                              | Icasa EC                                 |
| 1996      | Ceará                                    | Ferroviário                              |
| 1997      | Ceará                                    | Fortaleza                                |
| 1998      | Ceará                                    | Ferroviário                              |
| 1999      | Ceará                                    | Juazeiro                                 |
| 2000      | Fortaleza                                | Ceará                                    |
| 2001      | Fortaleza                                | Ceará                                    |
| 2002      | Ceará                                    | Fortaleza                                |
| 2003      | Fortaleza                                | Ferroviário                              |
| 2004      | Fortaleza                                | Ceará                                    |
| 2005      | Fortaleza                                | ADRC Icasa                               |
| 2006      | Ceará                                    | Fortaleza                                |
| 2007      | Fortaleza                                | ADRC Icasa                               |
| 2008      | Fortaleza                                | ADRC Icasa                               |
| 2009      | Fortaleza                                | Ceará                                    |
| 2010      | Fortaleza                                | Ceará                                    |
| 2011      | Ceará                                    | Guarani de Juazeiro                      |
| 2012      | Ceará                                    | Fortaleza                                |
| 2013      | Ceará                                    | Guarany de Sobral                        |
| 2014      | Ceará                                    | Fortaleza                                |
| 2015      | Fortaleza                                | Ceará                                    |
| 2016      | Fortaleza                                | Uniclinic                                |
| 2017      | Ceará                                    | Ferroviário                              |
| 2018      | Ceará                                    | Fortaleza                                |
| 2019      | Fortaleza                                | Ceará                                    |
| 2020      | Fortaleza                                | Ceará                                    |
| 2021      | Fortaleza                                | Ceará                                    |
| 2022      | Fortaleza                                | Caucaia                                  |
| 2023      | Fortaleza                                | Ceará                                    |
| 2024      | Ceará                                    | Fortaleza                                |
| 2025      | Ceará                                    | Fortaleza                                |

## Títulos por club
| Club                | Ciudad            | Campeón | Subcampeón | Años campeón |
| ------------------- | ----------------- | ------- | ---------- | --- |
| Ceará               | Fortaleza         | 47      | 26         | 1915, 1916, 1917, 1918, 1919, 1922, 1925, 1931, 1932, 1939, 1941, 1942, 1948, 1951, 1957, 1958, 1961, 1962, 1963, 1971, 1972, 1975, 1976, 1977, 1978, 1980, 1981, 1984, 1986, 1989, 1990, 1992, 1993, 1996, 1997, 1998, 1999, 2002, 2006, 2011, 2012, 2013, 2014, 2017, 2018, 2024, 2025 |
| Fortaleza           | Fortaleza         | 46      | 28         | 1920, 1921, 1923, 1924, 1926, 1927, 1928, 1933, 1934, 1937, 1938, 1946, 1947, 1949, 1953, 1954, 1959, 1960, 1964, 1965, 1967, 1969, 1973, 1974, 1982, 1983, 1985, 1987, 1991, 1992, 2000, 2001, 2003, 2004, 2005, 2007, 2008, 2009, 2010, 2015, 2016, 2019, 2020, 2021, 2022, 2023       |
| Ferroviário         | Fortaleza         | 9       | 20         | 1945, 1950, 1952, 1968, 1970, 1979, 1988, 1994, 1995 |
| Maguari *           | Fortaleza         | 4       | 7          | 1929, 1936, 1943, 1944 |
| América             | Fortaleza         | 2       | 4          | 1935, 1966 |
| Icasa EC *          | Juazeiro do Norte | 1       | 2          | 1992 |
| Orion *             | Fortaleza         | 1       | 1          | 1930 |
| Calouros do Ar      | Fortaleza         | 1       | 0          | 1955 |
| Gentilândia *       | Fortaleza         | 1       | 0          | 1956 |
| Tiradentes          | Fortaleza         | 1       | 0          | 1992 |
| Tramways *          | Fortaleza         | 1       | 0          | 1940 |
| Usina Ceará *       | Fortaleza         | 0       | 4          | |
| Guarany *           | Fortaleza         | 0       | 3          | |
| ADRC Icasa          | Juazeiro do Norte | 0       | 3          | |
| Guarany de Sobral   | Sobral            | 0       | 1          | |
| Guarani de Juazeiro | Juazeiro do Norte | 0       | 1          | |
| Estrela do Mar      | Fortaleza         | 0       | 1          | |
| Fluminense          | Fortaleza         | 0       | 1          | |
| Juazeiro            | Juazeiro do Norte | 0       | 1          | |
| Atlético Cearense   | Fortaleza         | 0       | 1          | |
| Caucaia             | Caucaia           | 0       | 1          | |

* Club extinto.

## Goleadores por temporada[2]
| Edición | Año  | Goleador                                                                 | Goles |
| ------- | ---- | ------------------------------------------------------------------------ | ----- |
| 1.ª     | 1915 | Indefinido                                                               |       |
| 2.ª     | 1916 | Indefinido                                                               |       |
| 3.ª     | 1917 | Indefinido                                                               |       |
| 4.ª     | 1918 | Indefinido                                                               |       |
| 5.ª     | 1919 | Indefinido                                                               |       |
| 6.ª     | 1920 | Humberto Ribeiro (Fortaleza)                                             | 11    |
| 7.ª     | 1921 | Juracy (Fortaleza)                                                       | 13    |
| 8.ª     | 1922 | Walter Barroso (Ceará)                                                   | 14    |
| 9.ª     | 1923 | Juracy (Fortaleza)                                                       | 11    |
| 10.ª    | 1924 | Juracy (Fortaleza)                                                       | 12    |
| 11.ª    | 1925 | Pau Amarelo (Ceará)                                                      | 16    |
| 12.ª    | 1926 | Antônio Oliveira (Fortaleza)                                             | 11    |
| 13.ª    | 1927 | Humberto Ribeiro (Fortaleza)                                             | 9     |
| 14.ª    | 1928 | Humberto Ribeiro (Fortaleza)                                             | 12    |
| 15.ª    | 1929 | Barroso (Maguari)                                                        | 10    |
| 16.ª    | 1930 | Zezé (Orion)                                                             | 11    |
| 17.ª    | 1931 | Fernum (Ceará)                                                           | 14    |
| 18.ª    | 1932 | Fernum (Ceará)                                                           | 12    |
| 19.ª    | 1933 | Bila (Fortaleza)                                                         | 12    |
| 20.ª    | 1934 | Bila (Fortaleza)                                                         | 16    |
| 21.ª    | 1935 | Mundico (América)                                                        | 11    |
| 22.ª    | 1936 | Mundico (Maguari)                                                        | 9     |
| 23.ª    | 1937 | Mundico (Fortaleza)                                                      | 9     |
| 24.ª    | 1938 | Mundico (Fortaleza)                                                      | 28    |
| 25.ª    | 1939 | Luizinho (Maguari)                                                       | 19    |
| 26.ª    | 1940 | França (Fortaleza)                                                       | 13    |
| 27.ª    | 1941 | França (Ceará)                                                           | 11    |
| 28.ª    | 1942 | França (Ceará)                                                           | 20    |
| 29.ª    | 1943 | Pirão (Ceará) Mário Negrin (Ferroviário)                                 | 8     |
| 30.ª    | 1944 | Ubaldo (Maguari)                                                         | 15    |
| 31.ª    | 1945 | Jombrega (Maguari)                                                       | 8     |
| 32.ª    | 1946 | França (Fortaleza)                                                       | 11    |
| 33.ª    | 1947 | Manuel de Ferro (Ferroviário) França (Fortaleza)                         | 12    |
| 34.ª    | 1948 | Alfredinho (Ceará)                                                       | 29    |
| 35.ª    | 1949 | Antonino (Fortaleza)                                                     | 10    |
| 36.ª    | 1950 | Antonino (Fortaleza)                                                     | 11    |
| 37.ª    | 1951 | Antonino (Ceará)                                                         | 13    |
| 38.ª    | 1952 | Moésio (Fortaleza)                                                       | 10    |
| 39.ª    | 1953 | Moésio (Fortaleza)                                                       | 18    |
| 40.ª    | 1954 | Moésio (Fortaleza)                                                       | 11    |
| 41.ª    | 1955 | Mourão (América)                                                         | 11    |
| 42.ª    | 1956 | Luís Martins (Usina Ceará)                                               | 10    |
| 43.ª    | 1957 | Pacoti (Ferroviário)                                                     | 24    |
| 44.ª    | 1958 | Zé de Melo (Ferroviário)                                                 | 21    |
| 45.ª    | 1959 | Bececê (Fortaleza)                                                       | 21    |
| 46.ª    | 1960 | Juarez (Calouros do Ar)                                                  | 14    |
| 47.ª    | 1961 | Gildo (Ceará)                                                            | 15    |
| 48.ª    | 1962 | Haroldo Castelo Branco (Fortaleza)                                       | 31    |
| 49.ª    | 1963 | Gildo (Ceará)                                                            | 16    |
| 50.ª    | 1964 | Mozart (Fortaleza)                                                       | 20    |
| 51.ª    | 1965 | Fernando Carlos (América)                                                | 18    |
| 52.ª    | 1966 | Croinha (Fortaleza)                                                      | 15    |
| 53.ª    | 1967 | Wilson (América) Croinha (Fortaleza)                                     | 12    |
| 54.ª    | 1968 | Célio (Calouros do Ar)                                                   | 9     |
| 55.ª    | 1969 | Erandir (Fortaleza)                                                      | 15    |
| 56.ª    | 1970 | Paraíba (Guarany)                                                        | 15    |
| 57.ª    | 1971 | Victor (Ceará)                                                           | 26    |
| 58.ª    | 1972 | Da Costa (Ceará)                                                         | 18    |
| 59.ª    | 1973 | Marciano (Fortaleza)                                                     | 17    |
| 60.ª    | 1974 | Beijoca (Fortaleza)                                                      | 26    |
| 61.ª    | 1975 | Lula (Ferroviário) Haroldo Flecha Ligeira (Fortaleza) Ibsen (Tiradentes) | 8     |
| 62.ª    | 1976 | Marciano (Fortaleza)                                                     | 34    |
| 63.ª    | 1977 | Amilton Melo (Fortaleza)                                                 | 24    |
| 64.ª    | 1978 | Geraldino (Fortaleza)                                                    | 26    |
| 65.ª    | 1979 | Paulo César (Ferroviário)                                                | 29    |
| 66.ª    | 1980 | Marciano (Fortaleza)                                                     | 20    |
| 67.ª    | 1981 | Marciano (Ceará)                                                         | 27    |
| 68.ª    | 1982 | Ademir Patrício (Ceará)                                                  | 31    |
| 69.ª    | 1983 | Luizinho das Arábias (Fortaleza)                                         | 33    |
| 70.ª    | 1984 | Anselmo (Ceará)                                                          | 28    |
| 71.ª    | 1985 | Luizinho das Arábias (Ferroviário)                                       | 24    |
| 72.ª    | 1986 | Rubens Feijão (Ceará)                                                    | 30    |
| 73.ª    | 1987 | Da Silva (Fortaleza)                                                     | 19    |
| 74.ª    | 1988 | Cícero Ramalho (Quixadá)                                                 | 15    |
| 75.ª    | 1989 | Cacau (Ferroviário)                                                      | 21    |
| 76.ª    | 1990 | Hélio (Ceará)                                                            | 14    |
| 77.ª    | 1991 | Sílvio (Fortaleza)                                                       | 18    |
| 78.ª    | 1992 | Osmar (Fortaleza)                                                        | 17    |
| 79.ª    | 1993 | Elói (Fortaleza)                                                         | 19    |
| 80.ª    | 1994 | Batistinha (Ferroviário)                                                 | 20    |
| 81.ª    | 1995 | Robério (Ferroviário)                                                    | 26    |
| 82.ª    | 1996 | Pintinho (Ceará)                                                         | 22    |
| 83.ª    | 1997 | Sandro (Fortaleza)                                                       | 39    |
| 84.ª    | 1998 | Rômulo (Ferroviário)                                                     | 15    |
| 85.ª    | 1999 | Eron (Fortaleza)                                                         | 24    |
| 86.ª    | 2000 | Laênio (Guarany)                                                         | 18    |
| 87.ª    | 2001 | Clodoaldo (Fortaleza)                                                    | 16    |
| 88.ª    | 2002 | Sacolé (Uniclinic)                                                       | 18    |
| 89.ª    | 2003 | Clodoaldo (Fortaleza)                                                    | 19    |
| 90.ª    | 2004 | Maurício Pantera (Ferroviário)                                           | 12    |
| 91.ª    | 2005 | Alcimar (ADRC Icasa)                                                     | 16    |
| 92.ª    | 2006 | Rinaldo (Fortaleza)                                                      | 19    |
| 93.ª    | 2007 | Rinaldo (Fortaleza) Carlos Alberto (Maranguape)                          | 14    |
| 94.ª    | 2008 | Esquerdinha (Boa Viagem) Paulo Isidoro (Fortaleza)                       | 14    |
| 95.ª    | 2009 | Marcelo Nicácio (Fortaleza)                                              | 13    |
| 96.ª    | 2010 | Júnior Cearense (Horizonte)                                              | 12    |
| 97.ª    | 2011 | Marcelo Nicácio (Ceará)                                                  | 16    |
| 98.ª    | 2012 | Felipe Azevedo (Ceará)                                                   | 16    |
| 99.ª    | 2013 | Giancarlo (Ferroviário)                                                  | 19    |
| 100.ª   | 2014 | Robert (Fortaleza)                                                       | 21    |
| 101.ª   | 2015 | Assisinho (Ceará) Núbio Flávio (ADRC Icasa)                              | 10    |
| 102.ª   | 2016 | Anselmo (Fortaleza)                                                      | 11    |
| 103.ª   | 2017 | Leilson (Guarani de Juazeiro)                                            | 9     |
| 104.ª   | 2018 | Gustavo (Fortaleza)                                                      | 15    |
| 105.ª   | 2019 | Édson Cariús (Ferroviário)                                               | 10    |
| 106.ª   | 2020 | Wandson (Atlético Cearense)                                              | 8     |
| 107.ª   | 2021 | Olávio (Atlético Cearense)                                               | 14    |
| 108.ª   | 2022 | Édson Cariús (Ferroviário)                                               | 9     |
| 109.ª   | 2023 | Ciel (Ferroviário) Zazá (Caucaia)                                        | 5     |
| 110.ª   | 2024 | Erick Pulga (Ceará)                                                      | 5     |
| 111.ª   | 2025 | Lucero (Fortaleza) Allanzinho (Ferroviário)                              | 4     |